# Bataille du cap Finisterre (octobre 1747)
Pour les articles homonymes, voir Bataille du cap Finisterre.
Guerre de Succession d'Autriche
Batailles
- Mollwitz (04-1741)
- Chotusitz (05-1742)
- Sahay (05-1742)
- Prague (06/12-1742)
- Dettingen (06-1743)
- Cap Sicié (02-1744)
- 19 mai 1744
- Menin (05/06-1744)
- Ypres (06-1744)
- Furnes (07-1744)
- Fribourg (11-1744)
- Tournai (04/06-1745)
- Pfaffenhofen (04-1745)
- Fontenoy (05-1745)
- Hohenfriedberg (06-1745)
- Melle (07-1745)
- Gand (07-1745)
- Bruges (07-1745)
- Audenarde (07-1745)
- Termonde (08-1745)
- Ostende (08-1745)
- Nieuport (08/09-1745)
- Ath (09/10-1745)
- Soor (09-1745)
- Hennersdorf (11-1745)
- Kesselsdorf (12-1745)
- Culloden (04-1746)
- Mons (06/07-1746)
- Bruxelles (01/02-1746)
- Namur (09-1746)
- Charleroi (07/08-1746)
- Lorient (09/10-1746)
- Rocourt (10-1746)
- Cap Finisterre (1er) (05-1747)
- Lauffeld (07-1747)
- Bergen-op-Zoom (07/09-1747)
- Cap Finisterre (2e) (10-1747)
- Saint-Louis-du-Sud (03-1748)
- 18 mars 1748
- Maastricht (04/05-1748)

Campagnes italiennes
- Combat de Saint-Tropez (06-1742)
- Camposanto (02-1743)
- Villafranca (04-1744)
- Casteldelfino (07-1744)
- Velletri (08-1744)
- Madonne de l'Olmo (09-1744)
- Bassignana (09-1745)
- Josseau (10-1745)
- Plaisance (06-1746)
- Tidone (08-1746)
- Rottofreddo (08-1746)
- Gênes (1er) (12-1746)
- Gênes (2e) (07-1747)
- Assietta (07-1747)

La seconde bataille du cap Finisterre est une bataille navale livrée pendant la guerre de Succession d'Autriche. Elle se déroule au large de l'Espagne (et non de la Bretagne comme le laisse entendre à tort son nom). Cette bataille oppose, le 25 octobre 1747, une escadre britannique commandée par Edward Hawke à l'escorte d'un convoi français commandé par Desherbiers de l'Estenduère. C'est le dernier des trois grands affrontements navals opposant la Marine française à la Royal Navy pendant ce conflit.

## Le contexte: la protection des convois pendant la guerre de Succession d'Autriche
La guerre, qui a repris entre la France et l'Angleterre en 1744 (guerre de Succession d'Autriche) n'a vu se dérouler sur mer que deux batailles importantes. La première a lieu en 1744 devant Toulon afin de lever le blocus du port — imposé par la flotte de l'amiral Mathews — et d'en dégager une escadre espagnole qui s'y était réfugiée. Après cet affrontement, la Marine française, qui combat avec des effectifs très inférieurs à ceux de la Royal Navy — 51 vaisseaux contre 120 en 1744, sans compter les frégates — a réussi à éviter les grands engagements pour préserver les liaisons avec les possessions coloniales des Antilles, d'Amérique, d'Afrique et des Indes. Les Français ont donné la priorité à l'escorte des convois marchands ou de transports de troupes, organisés par le ministre de la marine, Maurepas. Ces missions ont été remplies avec succès de 1744 à 1747, au point que les chambres de commerce des ports ont adressé des félicitations aux officiers de la Marine de guerre, note l'historien Patrick Villiers.
La Royal Navy est de son côté empêtrée dans une interminable guerre contre l'Espagne commencée en 1739 et dans un lourd soutien à l'armée britannique engagée aux Pays-Bas autrichiens, ce qui l'oblige à disperser ses escadres un peu partout. Celle de la Manche, entre autres, était très importante, alors que les Français, après les deux échecs de leurs plans d'invasion de l'Angleterre avaient quasiment déserté ces eaux, n'y laissant agir que les corsaires.
La Royal Navy ne prend conscience du succès de la stratégie française qu'en 1746, ce qui suscite une vigoureuse réaction menée par des chefs nouveaux (Anson, Hawke) qui remplacent les vieux amiraux. Ces derniers décident de serrer la côte française au plus près avec une nouvelle escadre, le Western Squadron, chargée de guetter l’arrivée ou le départ des convois (souvent prévenus aussi, par un service d’espionnage renforcé). Cette politique de blocus provoque en 1747 la reprise des grands affrontements navals sur la façade atlantique. Une première bataille a opposé les deux marines au large des côtes espagnoles en mai 1747. Cet affrontement s'est soldé par la défaite des 6 vaisseaux de La Jonquière et leur capture par les 14 d'Anson, le convoi ayant réussi en partie à s'enfuir.

## Les forces en présence: un large avantage à laRoyal Navymalgré les efforts français

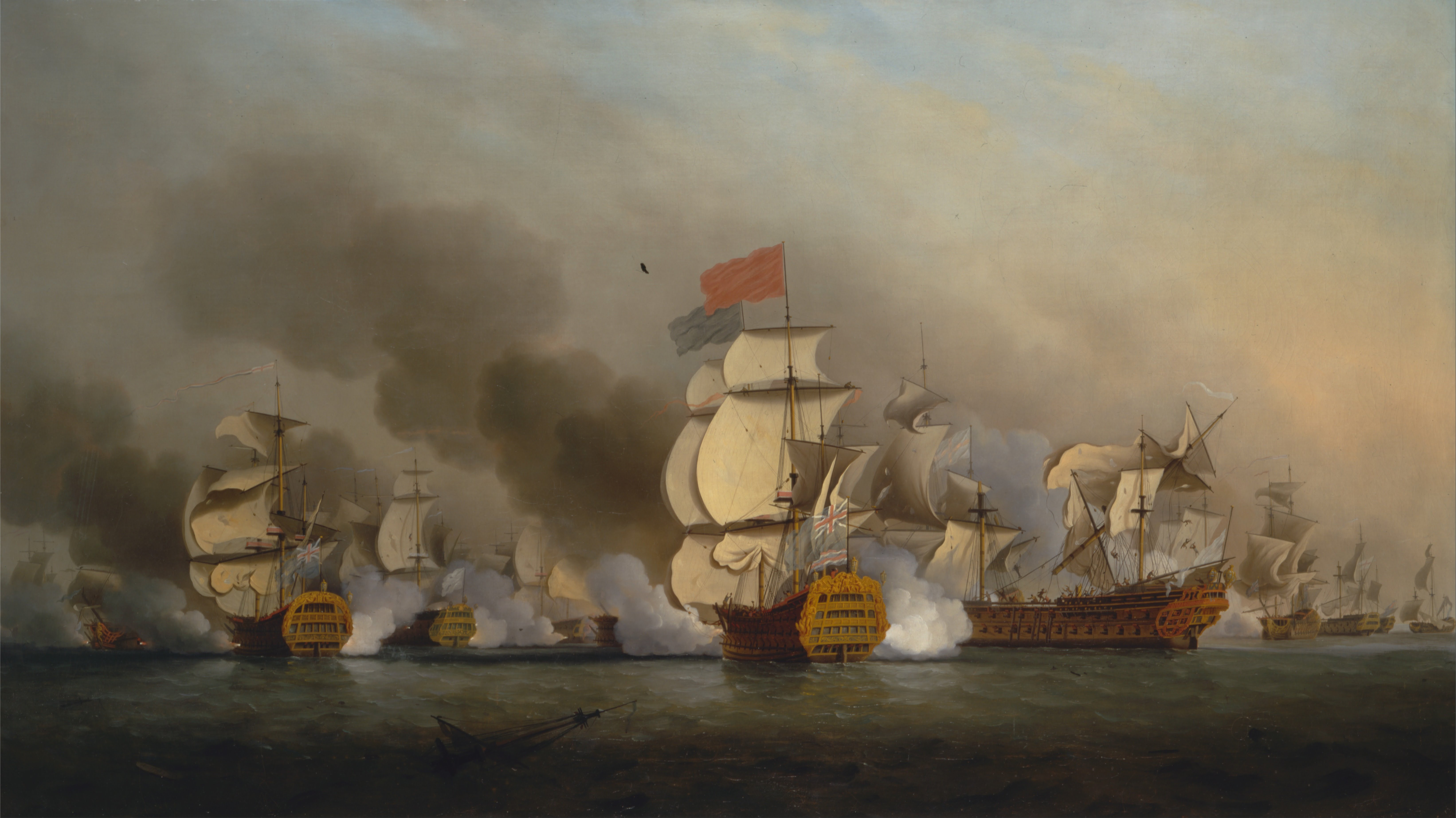
Samuel Scott - Vice Admiral Sir George Anson's Victory off Cape Finisterre - Google Art Project

À Versailles, on tire les leçons qui s’imposent de cet affrontement : la stratégie des convois escortés qui a bien fonctionné pendant presque trois ans est maintenant tenue en échec. Mais est-il possible d’en changer ? Renoncer aux convois escortés serait reconnaitre la suprématie de la Royal Navy devant les ports français, laisser sans protection le commerce colonial et accepter une quasi-rupture des liaisons avec les possessions françaises d’outre-mer. Un abandon bien évidemment impossible. Le Ministre de la Marine décide donc de renforcer l’escorte. Alors que La Jonquière ne disposait que de 6 vaisseaux dont 4 de petit gabarit, on porte la division à 8 vaisseaux dont 4 sont de véritables vaisseaux de force, le Tonnant (80 canons, vaisseau amiral), l’Intrépide (74), le Monarque (74) et le Terrible (74). Ils sont suivis par 4 vaisseaux de moyenne puissance, le Neptune (68 canons), le Fougueux (64), le Trident (64) et le Severn (56), accompagnés par une frégate, le Castor (26 canons). Cette force respectable dispose donc de 554 canons servis par 3 500 marins et soldats, soit 250 canons de plus que n’en avait La Jonquière, sans tenir compte de la frégate qui ne doit normalement pas intervenir dans une bataille navale. L’escorte compte aussi en neuvième position le Content, un navire armé de la Compagnie des Indes porteur de 60 canons. Mais la valeur militaire des navires de la Compagnie est faible. Leur armement ne doit pas faire illusion car leur équipage n'a pas le niveau d'entrainement de celui d'un vaisseau de guerre et il est moins nombreux en raison de la place laissée aux marchandises et aux passagers. L’armement n’est normalement prévu que pour faire face à des corsaires ou des pirates dans les mers du Sud, et éventuellement repousser un concurrent des compagnies adverses, anglaises ou néerlandaises.
Cette force est confiée à Henri-François des Herbiers de L'Estenduère (ou Létenduère), un commandant qui a fait ses preuves dans de précédentes missions d'escorte. Il doit assurer la sécurité d’un immense convoi de 252 voiles qui se rassemble autour de l’île d'Aix à destination des Antilles. Un autre officier expérimenté, Conflans, ne cache pas son inquiétude. Dès le 14 juin, il écrit à Maurepas pour le mettre en garde : « Les ennemis, ne s’occupent plus que du soin de couvrir nos côtes, nous ôtent l’espérance de sauver aucune flotte ni vaisseau de guerre à moins d’un hasard singulier. L’aventure de M. de La Jonquière nous en fournit un triste exemple. Il serait plus avantageux que le commerce risquât moins jusqu’à la paix que d’aventurer tant de biens. » Tout est dit. Mais peut-on demander à plus de 200 navires de se mettre à l’abri et de décharger en attendant la conclusion des interminables négociations de paix ? C’est bien sûr impossible, à moins d’accepter d'avance le tollé des armateurs et des chambres de commerce, sans parler d’avoir à encourir le reproche particulièrement déshonorant, au XVIIIe siècle, de couardise… L'avertissement n'est cependant pas vain, puisque Conflans fait lui-même l'expérience de l'efficacité du blocus anglais trois mois plus tard. Le 20 septembre 1747, il est blessé et capturé au large d'Ouessant alors qu'il se rend à Saint-Domingue pour y prendre son poste de gouverneur général.
Côté anglais, le Western Squadron est maintenant commandé par Edward Hawke, qui dispose, comme lors de la bataille du printemps précédent, de 14 vaisseaux. L’escadre s’est vue retirer son navire amiral de 90 canons, mais ce retrait est compensé par la présence de deux vaisseaux de force de 70-74 canons. Elle se compose du HMS Kent (74 canons), du Warspite (70), suivis d'un groupe important de vaisseaux moyens, le Devonshire (64/66, vaisseau amiral), le Yarmouth (64), le Monmouth (64), le Princess Louisa (60), le Windsor (60), le Lion (60), le Tilbury (60), le Nottingham (60), le Defiance (58), le Eagle (60), le Gloucester (50) et le Portland (50). Cette force puissante n’est curieusement pas accompagnée de frégates et on ne note la présence que d’une corvette, le Weazel (16). En laissant de côté la corvette, Hawke dispose de presque 860 canons, servis par 7 200 marins et soldats. Avec 6 vaisseaux et 300 canons de plus que ce dont dispose L'Estenduère, la supériorité de l’escadre anglaise reste écrasante, même si l’historien anglo-saxon Tunstall fait remarquer que 3 vaisseaux anglais manquent de poudre. Les vaisseaux de Hawke semblent avoir été radoubés récemment : ils ont des coques propres, ce qui leur donne un avantage en vitesse non négligeable par rapport à des adversaires dont les carènes sont incrustées de coquillages et d’algues.

## Une bataille acharnée à huit contre quatorze

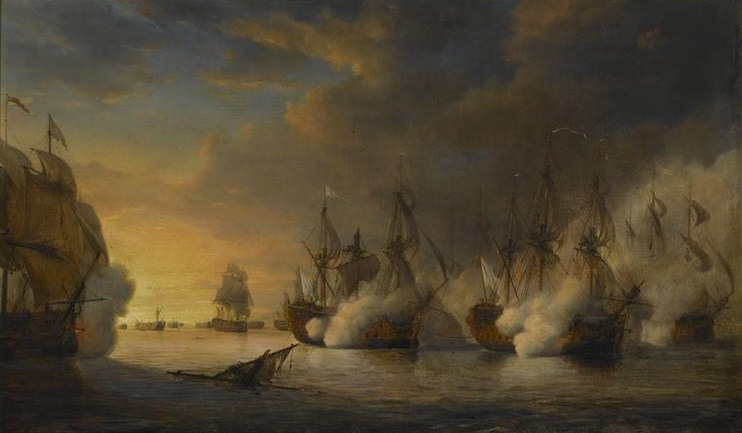
LIntrépide secourant le Tonnant. La bataille dure plus de sept heures et ne s'achève qu'à la nuit tombante. Elle coûte 6 vaisseaux à la Marine royale.

Le 17 octobre, le convoi de 252 navires quitte l’île d'Aix et commence à faire route vers le sud-ouest. L’escorte suit en ligne de front, par vent de travers arrière, sa vitesse réglée sur la navigation plus lente des navires marchands. Le 25 octobre, à 88 lieues au large du cap Finisterre, la frégate le Castor (26) signale des voiles inconnues au nord-ouest sur les arrières des Français. Il est 9 h 0 du matin. L'Estenduère, sur le Tonnant (80), pense d’abord qu’il s’agit d’une partie de son propre convoi dont il a été séparé pendant la nuit. Mais on se rend rapidement à l’évidence que c'est une escadre anglaise qui se rapproche. L'Estenduère ordonne au convoi, à la frégate, et au vaisseau de la Compagnie des Indes de poursuivre leur route, puis forme la traditionnelle ligne de bataille pour s’interposer.
Hawke est sur le HMS Devonshire (64/66). À la vue des voiles françaises il hisse d’abord le signal de « chasse générale », puis se ravise devant la belle contenance de l’escadre adverse et se forme à son tour en ligne de file. Comme au combat du printemps 1747, ce ne sont pas seulement deux forces qui se font face et s’observent, mais aussi deux cultures navales différentes. Côté français, les ordres sont clairs : le convoi est prioritaire et doit passer coûte que coûte. Côté anglais, l'objectif primordial est la saisie du convoi, ce qui ne devrait normalement pas poser de gros problèmes vu la disproportion des forces : l'escorte française devrait normalement s'enfuir… C’est d’ailleurs ce que ferait la Royal Navy si elle était confrontée à cette situation. Car on pratique aussi le convoi escorté côté anglais, mais en cas d'attaque ennemie impossible à repousser, l'escorte doit se replier et c'est le convoi qui est sacrifié. Cette politique permet à la Royal Navy de maintenir sa supériorité numérique alors que côté français on donne la priorité aux navires de commerce. Compte tenu de cette logique, la bataille est inévitable.
Hawke, après un temps de réflexion, décide d’engager le combat en profitant de sa supériorité numérique pour envelopper l’escadre adverse. Il fait rompre la ligne de file et ordonne de nouveau la chasse générale. L’affrontement commence vers 11 h 30. Le HMS Lion (60) et le Princess Louisa (60) sont les premiers au contact. Ils remontent la ligne française mais essuient le tir de tous les autres vaisseaux à leur passage. Avec l’arrivée des autres vaisseaux de Hawke, la ligne française est peu à peu prise sur les deux bords et le combat s’intensifie. Les Anglais tirent d’abord à mitraille et à boulets ramés pour fracasser les mâts et les agrès afin de paralyser leurs adversaires. Les vaisseaux succombent les uns après les autres, après avoir démâté ou épuisé leurs munitions (ou les deux). Le Monarque (74), presque démâté, compte une quarantaine de coups reçus au niveau de la ligne de flottaison et donne fortement de la bande. Son commandant est tué à son poste. Le second officier doit baisser pavillon. Parmi les prisonniers se trouve le jeune Suffren (18 ans) qui gardera toute sa vie un souvenir mémorable de ce combat.
Après sept heures de lutte acharnée, 6 vaisseaux français ont été capturés. Les quatre les plus en arrière de la ligne de file vers 16 h 0, et deux autres, au centre, vers 19 h 0. La bataille devrait normalement toucher à sa fin. Elle redouble cependant d’intensité car les deux derniers vaisseaux livrent un combat réellement extraordinaire. L'Estenduère, sur le Tonnant (80) partiellement démâté, se bat encore à un contre cinq sous voiles basses. Quant à L’Intrépide (74), qui était en tête de la ligne française, il n’a pas encore trop souffert car il a été le dernier rattrapé dans la poursuite. Ce vaisseau est tenu de main de maître par un commandant très expérimenté, le marquis de Vaudreuil. Il échappe à ses poursuivants, vire de bord et traverse l’escadre ennemie pour se porter au secours de son chef. Cette brillante manœuvre sauve le navire amiral qui se dégage à son tour. Les Anglais, encombrés par leurs six prises et dont cinq vaisseaux sont à peu près dans le même état que les vaincus, ils sont épuisés. Ils tentent cependant de donner la poursuite, avec trois vaisseaux en bon état, le Nottingham (60), le Yarmouth (64) et l’Eagle (60), mais la nuit tombe et l’obscurité couvre les fuyards. À l’aube, l'Intrépide réussit à prendre en remorque le Tonnant. La résistance et la retraite réussie de ces deux navires n'a pas pour seule origine la qualité de leur commandement. Le Tonnant et l’Intrépide sont des vaisseaux récents, maniables et puissants, sortis depuis peu des chantiers navals et bénéficiant d'une forte avance technologique sur les unités plus anciennes, y compris dans la Royal Navy. Les deux vaisseaux arrivent sur Brest le 9 novembre 1747.

## Le bilan discuté d'une bataille aujourd'hui oubliée

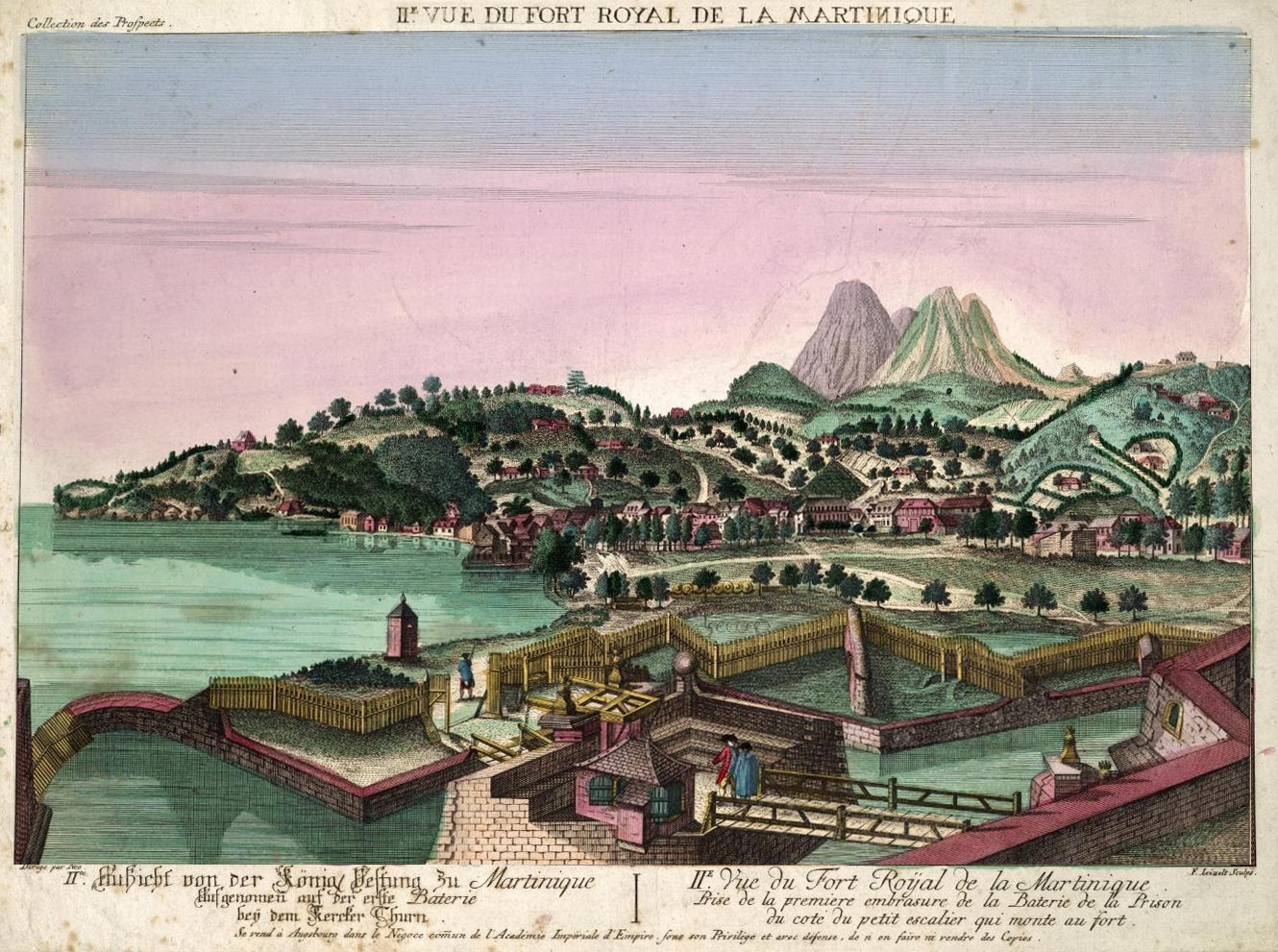
Vue de Fort-Royal de la Martinique, vers 1750. Le sacrifice de l'escorte n'est pas inutile car la plus grande partie du convoi commercial réussit à gagner les Antilles. (Dessin de F. Denis)

Les pertes françaises sont lourdes, bien que mal connues. Elles seraient peut-être de 800 morts et blessés. Curieusement Michel Vergé-Franceschi ne donne aucun décompte, pas plus que Jean-Claude Castex, qui se contente de dire que les pertes « sont à peu près égales des deux côtés,. » Les pertes anglaises se monteraient à 154 morts et 558 blessés, selon l’historien Joseph Allen qui écrit en 1852, ce qui donne effectivement, à 100 victimes près, des pertes totales (morts et blessés) à peu près équivalentes et qu'on peut compléter en signalant la mort du commandant du Nottingham.
Le sacrifice de 6 vaisseaux et de leurs équipages tués, blessés ou prisonniers, a-t-il permis de sauver le convoi ? La réponse reste discutée. Hawke laisse échapper les deux vaisseaux français survivants, mais relance la poursuite du convoi. La frégate le Castor (26), est rattrapée le 30 octobre avec les marchands les plus lents et se sacrifie à son tour : elle est capturée par trois vaisseaux anglais qui semblent avoir saisi en même temps 7 navires marchands. Le sort des 245 navires restants sur la route des Antilles continue à faire débat. Michel Vergé-Franceschi soutient sans plus de précision que l’essentiel du convoi a été saisi par les Anglais. L’escorte se serait donc sacrifiée inutilement. Ce n’est pourtant pas l’avis de Jean Meyer et Martine Acerra qui soutiennent que le convoi a atteint sa destination. C’est à peu de chose près la position de Patrick Villiers, spécialiste de la guerre de course, et qui précise que moins de 40 navires ont été pris sur 250, ce qui limite fortement l’impact de la victoire anglaise. Cette position semble la bonne et a le mérite de fournir un décompte précis.
Avec le recul de l'Histoire, on peut analyser les conséquences de cette bataille en distinguant trois niveaux :

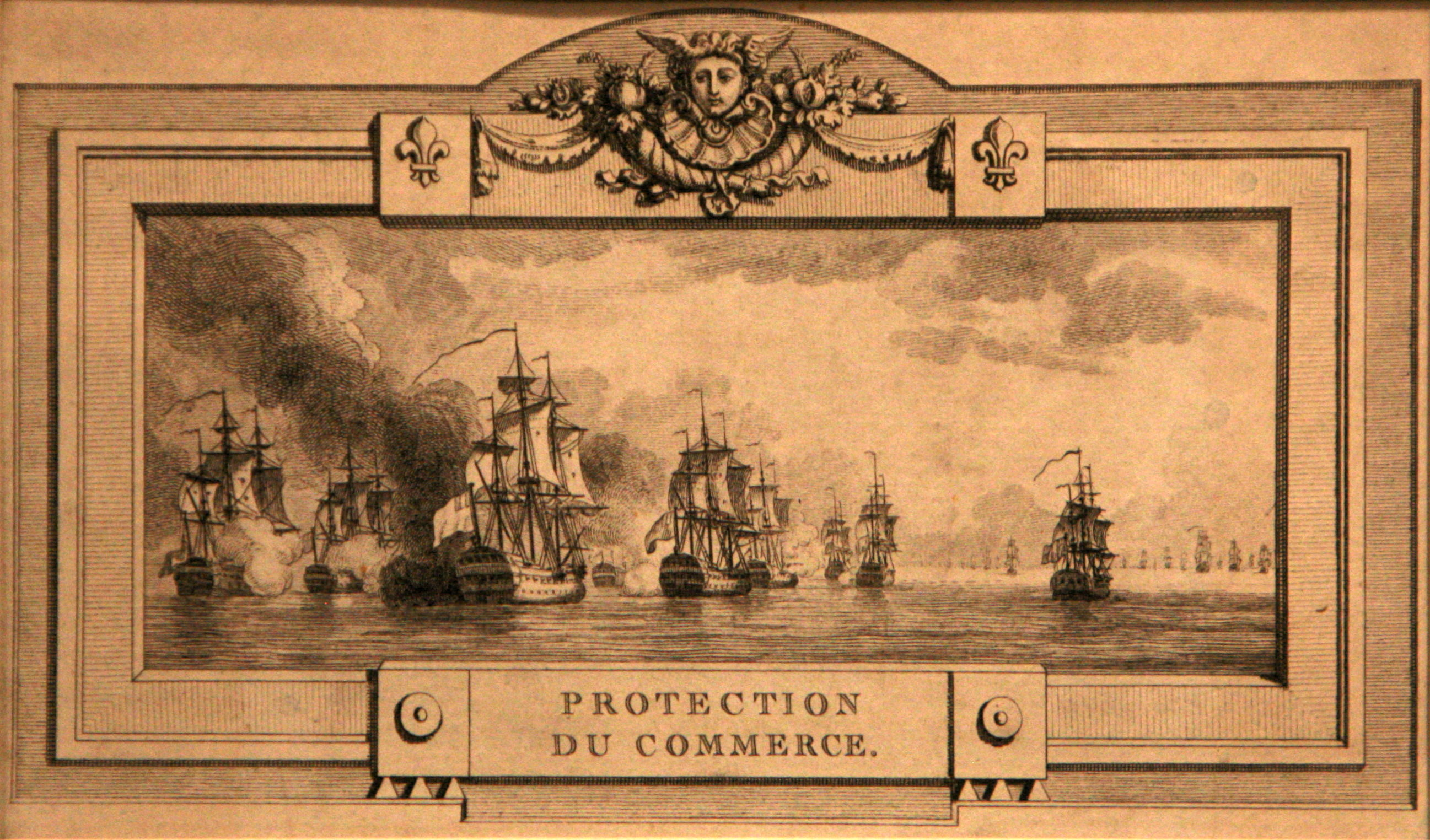
Le premier niveau est d'ordre politique : Pour l’Angleterre, cette bataille parait sur le moment une brillante victoire qui renforce sa position. Hawke exhibe en triomphe sur la Tamise les vaisseaux capturés et il est fait chevalier de l'Ordre du Bain. La bataille souligne la grande vulnérabilité des possessions coloniales et du commerce français, difficilement défendus par une marine de guerre insuffisante, mais on n'en perçoit aucune conséquence sur les discussions de paix commencées depuis des mois[28]. La guerre de Succession d'Autriche s'achève d'ailleurs sur ce qu'il faut bien appeler une victoire française en Europe et aux Indes, même si Louis XV, par conformité avec ses principes religieux sur une paix juste et équitable, rend toutes les conquêtes françaises[29]. En vérité, l'Angleterre, qui sort d'une guerre bien plus longue (elle avait commencé en 1739 contre l'Espagne) est heureuse d'en finir aussi, d'autant que les finances sont exsangues et que le désir de paix est tout aussi important qu'à Versailles : « Nous l’échappons belle » lâche le comte de Chesterfield après la signature des préliminaires de paix[30]. Tout est dit. La situation militaire en 1747-1748 n'est pas celle de 1759 (batailles de Lagos et des Cardinaux) ou de 1805 (Trafalgar). Les équipages internés en Angleterre vont être assez rapidement libérés avec la signature de la paix en 1748. Quant au commerce colonial français, un moment mis en danger par les défaites de 1747, il va repartir avec une exceptionnelle vigueur, au point d’être l’une des causes du conflit suivant.
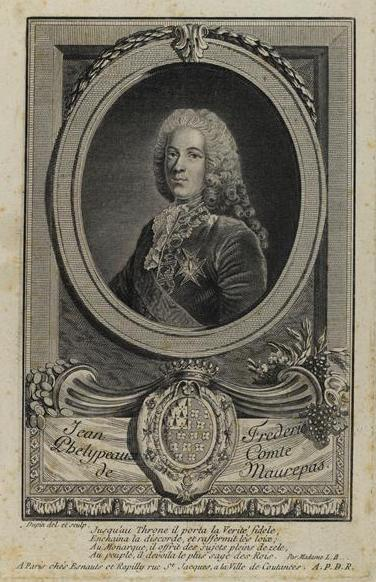
Le ministre Maurepas organise la stratégie des convois escortés et maintient celle-ci malgré la première destruction d'une escorte en mai 1747.
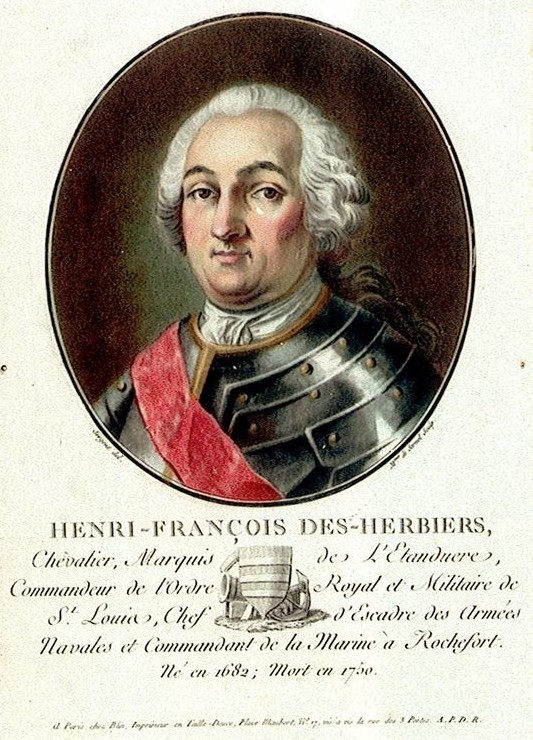
Le second niveau est d'ordre militaire et porte sur la réorganisation de la flotte anglaise. La Royal Navy, qui a eu beaucoup de mal à venir à bout des nouveaux vaisseaux français de 74 canons intègre immédiatement les exemplaires saisis en 1747 à ses effectifs et se met à les copier[31]. L’amirauté anglaise va se lancer aussi dans une politique de réforme en profondeur en liquidant les vaisseaux trop vieux ou inadaptés, en rajeunissant le corps des officiers, en améliorant l’encadrement sanitaire, en renforçant la discipline, en construisant de nouvelles bases outre-mer… Ces réformes vont donner d’éclatantes victoires à la Navy lors du conflit suivant et contribuent à expliquer l’oubli dans lequel va glisser cette bataille, tout comme celle du cap Ortégal. Oubli qui perdure encore aujourd’hui, au point qu’il est difficile, comme on a pu l’entrevoir plus haut d’en faire un bilan humain et matériel précis. Les historiens français font de ce combat un récit le plus souvent succinct, quand ils n’omettent pas tout simplement d’en faire mention[32]. L'Estenduère, bon marin qui n’a jamais démérité dans les obscures missions d’escorte, n’est sorti de l’anonymat que le temps de ce combat. La bataille n'ayant pas eu d'incidence sur le sort de la guerre, elle va progressivement s'enfoncer dans l'oubli en y entrainant le chef français, d'autant qu'il décède peu de temps après au poste de commandant de la marine à Rochefort (1750)[33]. Aucun vaisseau de guerre français n’a jamais porté son nom.
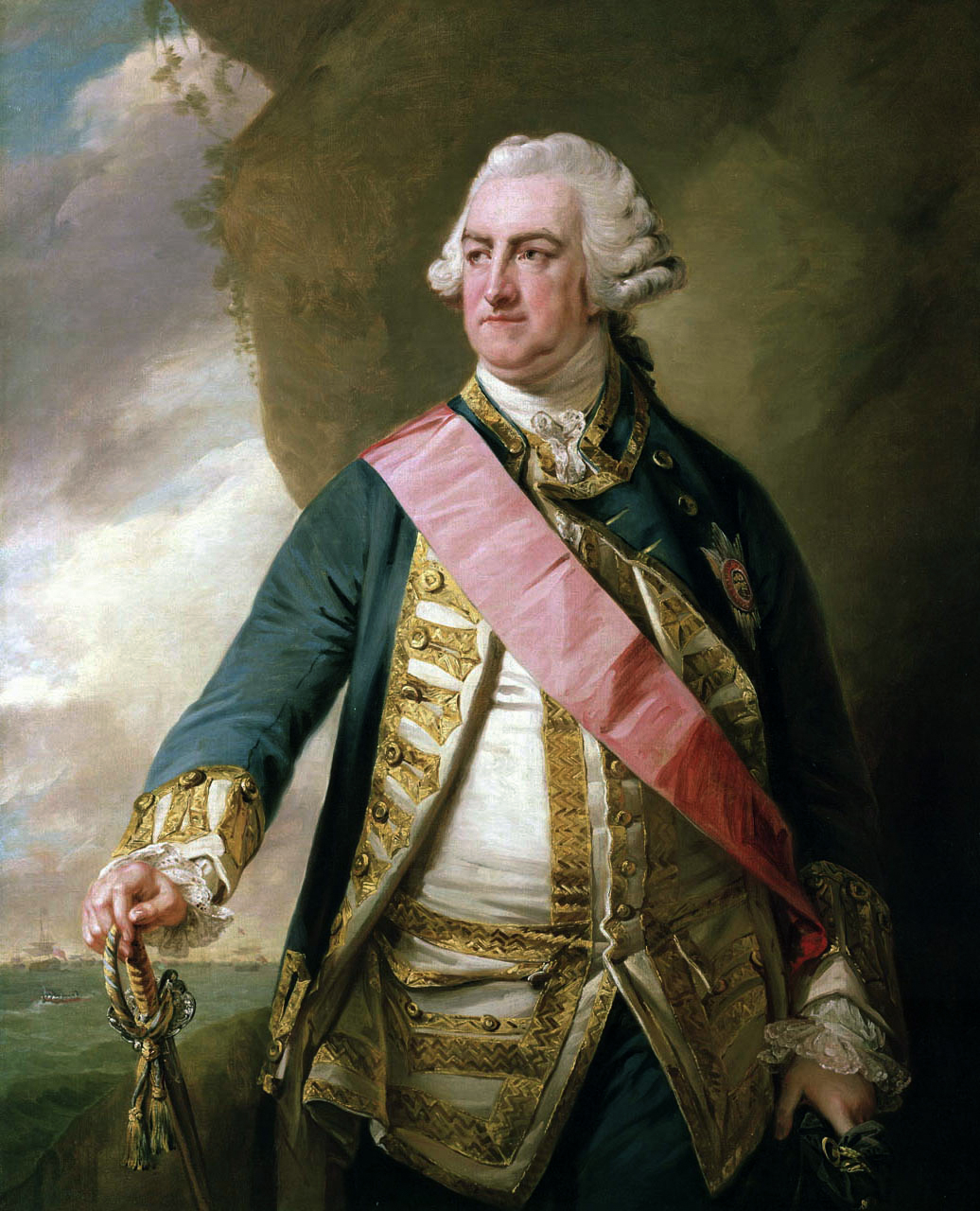
Edward Hawke dispose avec le Western Squadron de 14 vaisseaux pour surveiller Brest et intercepter les convois français.
La bataille du Cap Finisterre se déroule au large du finisterre espagnol sur les lieux d'une première bataille livrée au même endroit au printemps précédent.
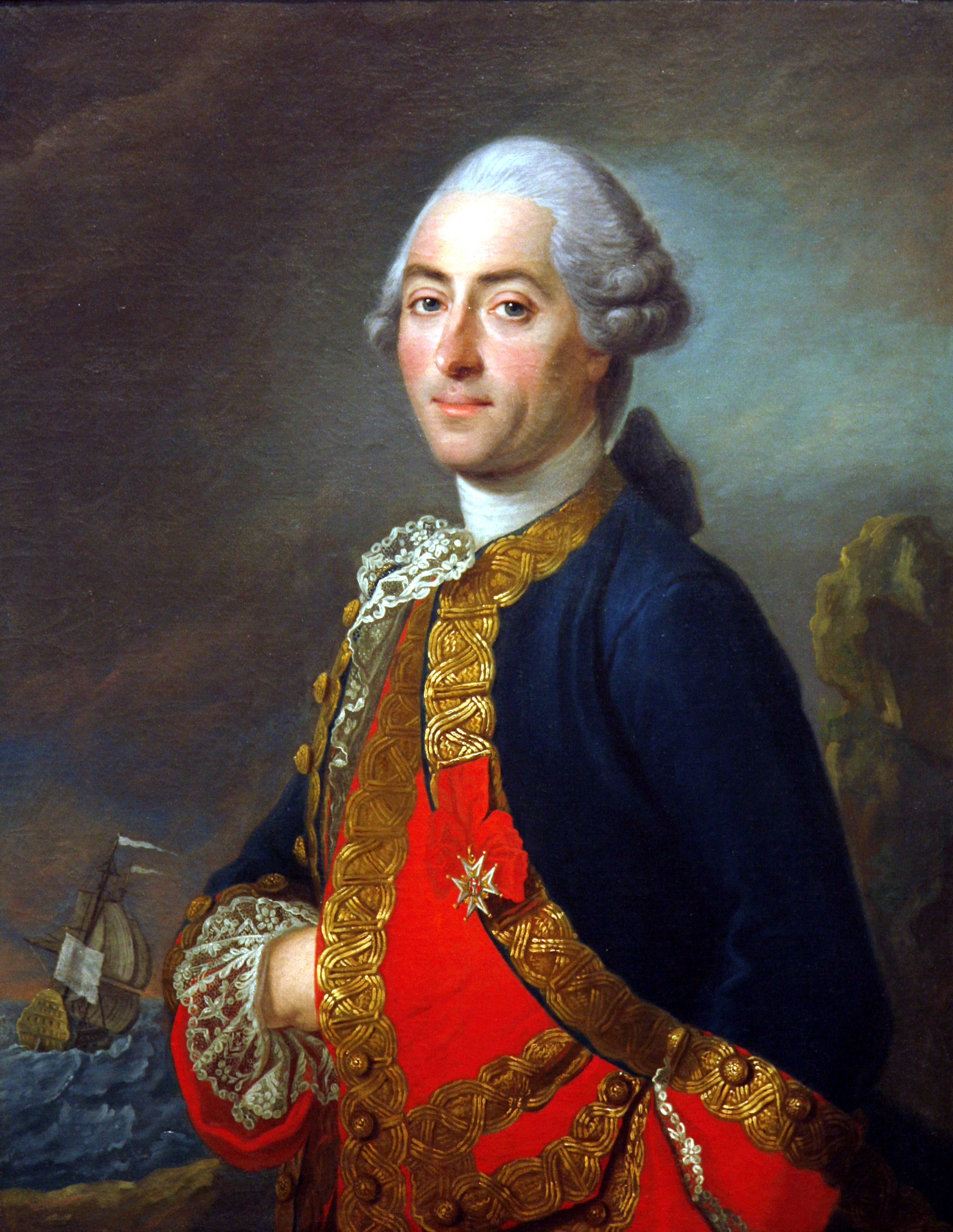
Le marquis de Vaudreuil qui manœuvre habilement lIntrépide réussit à empêcher la capture de son chef sur le Tonnant et à dégager les deux vaisseaux.
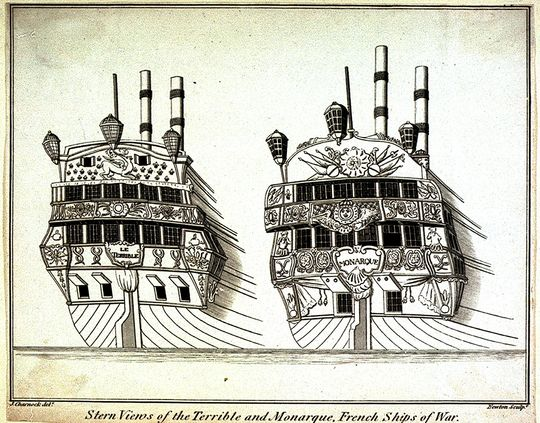
Le dernier niveau est encore militaire et tient à l'évolution de la tactique de combat. Ce dernier n'a en effet pas été mené en suivant le schéma habituel de la ligne de file. Hawke a progressivement enveloppé l'escadre adverse pour la détruire navire par navire. Un choix tactique qui n'a été possible que parce qu'il disposait d'une forte supériorité numérique, comme d'ailleurs Anson au cap Ortégal. Ces deux batailles montrent que contrairement à ce qui a été trop souvent écrit, le combat en ligne de file n'était pas une loi d'airain et que les chefs anglais savaient s'en défaire si l'occasion s'en présentait. Côté français, L'Estenduère, vu l'infériorité de ses effectifs, n'avait de toute façon guère le choix, même si on constate dans tous les affrontements navals, que les Français sont fidèles à cette tactique qui a l'avantage, lorsque les deux flottes sont à égalité de limiter les risques, mais aussi les résultats. La plupart des batailles en ligne de file sont indécises, comme celle de Toulon en 1744 et permettent souvent aux deux camps de clamer victoire. Il faudra attendre Suffren, côté français pour remettre (très difficilement) en cause cette tactique, et les guerres révolutionnaires côté anglais pour s'en défaire cette fois définitivement en prenant l'habitude de briser la ligne ennemie, d'ailleurs sans attendre l'arrivée de Nelson aux commandes de la Royal Navy. Avant d'en arriver là, les deux marines se retrouveront lors de la guerre de Sept Ans et de la révolution américaine, mais c'est une autre histoire que celle qui nous intéresse ici…
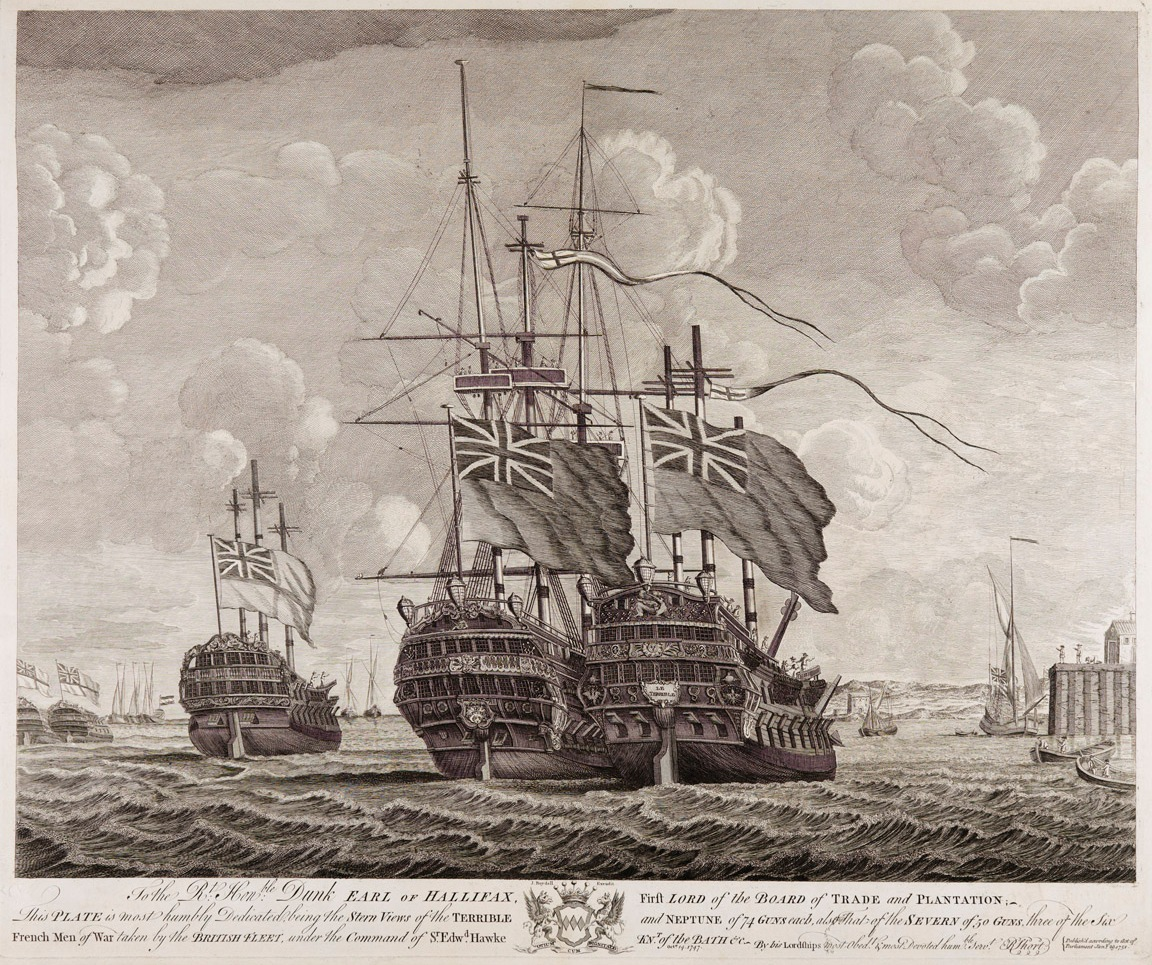
Le Severn, le Terrible et le Neptune sous pavillon anglais vers 1750. Tous les bâtiments capturés sont intégrés à la Royal Navy.
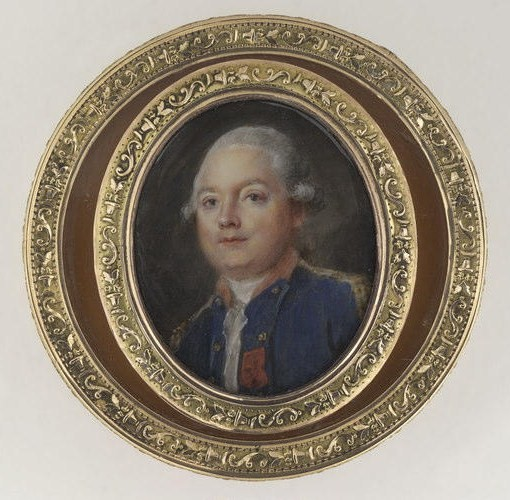
Suffren, alors jeune officier, est capturé sur le Monarque et décrira ce combat comme l'un des plus glorieux conduit par la Marine royale.
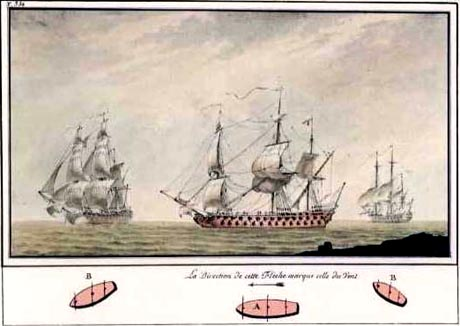
La bataille achève de révéler les qualités des nouveaux vaisseaux français de 74 canons. Après 1747, les Anglais copient le modèle en grande nombre.

### Sources et bibliographie
: document utilisé comme source pour la rédaction de cet article.
En français
- Charles Chabaud-Arnault, « Études historiques sur la marine militaire de France », Revue Maritime et Coloniale,‎ octobre 1894, p. 86 et suiv.Ce document est consultable sur Gallica
- Charles Cunat, Histoire du bailli de Suffren, Rennes, Imprimerie de A. Marteville et Lefas, 1852 (lire en ligne)
- Michel Antoine, Louis XV, Paris, éditions Hachette, coll. « collection Pluriel » (no 8571), 1993, 17e éd. (1re éd. 1989), 1053 p. (ISBN 2-01-278860-2)
- Maurice Dupont et Étienne Taillemite, Les guerres navales Françaises du Moyen Âge à la guerre du Golfe, Paris, SPM, coll. « Kronos », 1995, 392 p. (ISBN 2-901952-21-6)
- Michel Vergé-Franceschi, La Marine française au XVIIIe siècle, Paris, éditions Sedes, 1996, 451 p. (ISBN 2-7181-9503-7)
- Michel Vergé-Franceschi (dir.), Dictionnaire d'Histoire maritime, éditions Robert Laffont, coll. « Bouquins », 2002, 1508 p. (ISBN 2-221-08751-8 et 2-221-09744-0)
- Jean Meyer et Martine Acerra, Histoire de la marine française : des origines à nos jours, Rennes, Ouest-France, 1994, 427 p. [détail de l’édition] (ISBN 2-7373-1129-2, BNF 35734655)
- Alain Boulaire, La Marine française : De la Royale de Richelieu aux missions d'aujourd'hui, Quimper, éditions Palantines, 2011, 383 p. (ISBN 978-2-35678-056-0)
- Étienne Taillemite, Dictionnaire des marins français, Paris, Tallandier, coll. « Dictionnaires », octobre 2002, 537 p. [détail de l’édition] (ISBN 978-2847340082)
- Garnier Jacques (dir.), Dictionnaire Perrin des guerres et des batailles de l'histoire de France, Paris, éditions Perrin, 2004, 906 p. (ISBN 2-262-00829-9)
- Jean Meyer et Jean Béranger, La France dans le monde au XVIIIe siècle, Paris, éditions Sedes, coll. « Regards sur l'histoire », 1993, 380 p. (ISBN 2-7181-3814-9)
- Martine Acerra et André Zysberg, L'essor des marines de guerre européennes : vers 1680-1790, Paris, SEDES, coll. « Regards sur l'histoire » (no 119), 1997, 298 p. [détail de l’édition] (ISBN 2-7181-9515-0, BNF 36697883)
- André Zysberg, Nouvelle Histoire de la France moderne, t. 5 : La monarchie des Lumières, 1715-1786, Point Seuil, 2002
- Patrick Villiers, Jean-Pierre Duteil et Robert Muchembled (dir.), L'Europe, la mer et les colonies XVIIe-XVIIIe siècle, Paris, Hachette supérieur, coll. « Carré Histoire » (no 37), 1997, 255 p. (ISBN 2-01-145196-5)
- H.-E. Jenkins (trad. de l'anglais), Histoire de la marine française : des origines à nos jours, Paris, Albin Michel, 1977, 428 p. (ISBN 2-226-00541-2)
- Georges Lacour-Gayet, La Marine militaire de la France sous le règne de Louis XV, Honoré Champion éditeur, 1902 (lire en ligne)
- Jean-Claude Castex, Dictionnaire des batailles navales franco-anglaises, Laval (Canada), éditions Presses Université de Laval, 2004 (ISBN 2-7637-8061-X, lire en ligne)
- Guy Le Moing, Les 600 plus grandes batailles navales de l'Histoire, Rennes, Marines Éditions, mai 2011, 620 p. (ISBN 978-2-35743-077-8, OCLC 743277419)
- Rémi Monaque, Suffren, le destin inachevé, Paris, éditions Tallandier, 8 octobre 2009, 496 p. (ISBN 978-2-84734-333-5 et 2-84734-333-4, OCLC 456188031)
- Rémi Monaque, Une histoire de la marine de guerre française, Paris, éditions Perrin, 2016, 526 p. (ISBN 978-2-262-03715-4)
- Lucien Bély, Les relations internationales en Europe au XVIIe – XVIIIe siècle, Paris, Presses universitaires de France, coll. « Thémis », 1992, 731 p. (ISBN 978-2-13-044355-1)

En anglais
- (en) Joseph Allen, Battles of the British navy, vol. 1, Londres, Henry G. Bohn, 1852, 604 p. (lire en ligne), p. 165
- (en) Jeremy Blake, Britain as a Military Power : 1688-1815, Routledge, 1er février 1999, 332 p. (ISBN 978-1-85728-772-1, lire en ligne), p. 97
- (en) Nicholas B&T Tunstall, Naval Warfare in the Age of Sail : The Evolution of Fighting Tactics, 1650-1815, Londres, 1990 (ISBN 0-7858-1426-4)
- (en) Jack Sweetman, The Great Admirals : Command at Sea, 1587-1945, Annapolis, Naval Institute Press, 1997, 1re éd., 535 p. (ISBN 978-0-87021-229-1, LCCN 97008503, lire en ligne), p. 156